# Waza François
Waza François – starożytny ateński krater wolutowy z VI w. p.n.e., wykonany w technice czarnofigurowej.
Naczynie zostało odnalezione w 1844 w etruskim grobie w Chiusi przez Alessandro François i odtąd znajduje się w zbiorach muzeum archeologicznego we Florencji (nr inw. 4209).
Krater o wysokości 0,66 m i obwodzie 1,8 m datowany jest na ok. 570 p.n.e. Dzięki inskrypcjom wiadomo, że jego wykonawcą był garncarz Ergotimos, a zdobił je malarz Klitias. 
Bogata dekoracja naczynia ujęta jest w sześciu poziomych pasach i przedstawia sceny z mitów greckich. Przedstawiono m.in. polowanie na dzika kalidońskiego, wesele rodziców Achillesa, Peleusa, zasadzkę Achillesa na Troilosa, powrót Hefajstosa na Olimp, walkę Lapitów z centaurami, korowód Dionizosa, epizody wojny trojańskiej. Pas zdobiący dolną partię brzuśca wypełnia fryz z przedstawieniami zwierząt, m.in. sfinksów. Poniżej umieszczono ornament promienisty. Fryz na stopce przedstawia walkę Pigmejów z żurawiami. Karły walczą za pomocą maczug i proc, dosiadając kozłów lub pieszo. Zdobienia na imadłach (uchwytach) naczynia przedstawiają Gorgonę i Artemidę.
Ogółem na kraterze umieszczono 270 postaci ludzkich i zwierzęcych. Ich rozpoznanie ułatwia 121 inskrypcji objaśniających. Naczynie nazywane jest niekiedy „Biblią grecką”.
Kiedy początkowo wystawiono je w muzeum we Florencji, wielka popularność i natłok zwiedzających spowodowały, że rozstrojony nerwowo strażnik muzealny rozbił je na 638 kawałków. Poddano je rekonstrukcji, a ubytki uzupełniono gipsem.
Na podstawie Wazy François powstał spektakl Akademii Praktyk Teatralnych Ośrodka Praktyk Teatralnych Gardzienice.